# Ajudah
Ajudah (Aju-Dah, krymskotat. Ayuv Dağ) – góra i przylądek na południowym wybrzeżu Półwyspu Krymskiego. Wysokość góry wynosi 572 m n.p.m. Obszar ogólny wynosi ∼4 km². W 1947 r. kompleks „Ajudah” składający się z góry Ajudah i okolicznych lasów został ustanowiony rezerwatem i zabytkiem przyrody. U podnóża południowego zbocza znajduje się dziecięcy obóz „Artek”, a u północnego zbocza – osiedle Partenit.

## Geologiczne pochodzenie
Przylądek wysunięty jest daleko w morze, o stromych zboczach, zbudowany ze skał krystalicznych (stanowi formę lakkolitu). Góra powstała 150 milionów lat temu w okresie Jury. Kompleks Ajudahu stanowi masyw jednolitych gabro-diabazów. Na Ajudahu zostało znalezionych 18 minerałów.

## Toponimia
Słowo „Ajudah” składa się z dwóch krymskotatarskich słów: ayuv „niedźwiedź”, dağ „góra”. Jednak, badacz Krymu Piotr Keppen stwierdził, że jeszcze na początku XIX w. Tatarzy krymscy wymieniali tę górę Büyük Kastel, co oznacza „Wielka forteca”. P. Keppen przypuszczał, że w okresie średniowiecza ta góra mogła nosić nazwę Ἁγία – święta, lecz grecki wyraz Ἁγία transformował się w krymskotatarski ayuv.
Na średniowiecznych włoskich mapach-portolanach Niedźwiedź-góra była oznaczona jako Camello – wielbłąd.

## Historia

Pozostałości cerkwi św. Konstantyna i św. Heleny nа polaniе Aj-Konstant

W VIII wieku powstał duży klasztor św. Apostołów Piotra i Pawła, za którego założyciela jest uznawany święty Jan Gocki. Do klasztoru Jan Gocki przeniósł siedzibę biskupstwa Gotskiego. Według hagiograficznych źródeł relikwie świętego Jana Gockiego spoczywają na terytorium klasztoru. Koło wschodniego zbocza została zbudowana główna świątynia – Bazylika św. Piotra i Pawła. Resztki tej cerkwi się znajdują na terenie sanatorium „Krym”. Oprócz klasztoru na Ajudahu w średniowieczu powstawało dużo niewielkich osad.

## W literaturze
Adam Mickiewicz opisał górę w swym Sonecie krymskim pt. Ajudah. Inspiracją do napisania tego utworu był tygodniowy pobyt Mickiewicza w posiadłości polskiego ziemianina Gustawa Olizara mieszczącej się u stóp Ajudahu.